# جوكيلين أنغلوما
جوكيلين أنغلوما (بالفرنسية: Jocelyn Angloma)‏ مواليد 7 أغسطس 1965 في لزابيم، غوادلوب، هو لاعب كرة قدم فرنسي دولي سابق كان يلعب كمدافع.

## المسيرة الاحترافية

### أندية لعب لها
- نادي رين
- نادي ليل
- باريس سان جيرمان
- أولمبيك مارسيليا
- نادي تورينو
- إنتر ميلان
- نادي فالنسيا

## روابط خارجية
- جوكيلين أنغلوما على موقع الاتحاد الدولي (مؤرشف)  (الإنجليزية)
- جوكيلين أنغلوما على موقع قاعدة بيانات كرة القدم.إي يو (الإنجليزية)
- جوكيلين أنغلوما على موقع ليكيب (الفرنسية)
- جوكيلين أنغلوما على موقع ناشيونال فوتبول تيمز (الإنجليزية)
- جوكيلين أنغلوما على موقع عالم كرة القدم.نت (الإنجليزية)